# Bajona (Castellar de la Ribera)
Bajona és una masia situada al municipi de Castellar de la Ribera, a la comarca catalana del Solsonès. Es té constància de la masia des de l'any 1200.
Ubicada en un planell a 768 metres d'alçada., les masies més properes són El Pujol (Castellar de la Ribera) al sud-oest i el Serratal a l'est, i al sud i al nord-est s'hi troben les rases del Pujol i la Cal Fuster.